# Fort Loudoun
Le fort Loudoun est une fortification de la guerre de Sept Ans, située dans ce qui est maintenant la ville de Winchester en Virginie.

## Histoire
Le fort a été construit après la défaite d'Edward Braddock, ce qui avait rendu la frontière vulnérable aux attaques franco-amérindiennes parties de la région du Fort Duquesne ; le colonel George Washington installa temporairement son quartier-général à Winchester et y fit construire le Fort Loudoun ; c'était une des plus imposantes fortification de la région entre 1756 et 1758. Sous la supervision de George Washington, alors colonel de la milice de la Province britannique de Virginie une campagne de recrutement fut établie. Le fort a été nommé en l'honneur de John Campbell, 4e comte de Loudoun, qui commandait les forces britanniques en Amérique du Nord pendant une période au cours de la guerre. Washington et son régiment de milice avaient leur quartier général à cet endroit  pendant deux ans. Le fort était un carré bastionné, dont l'étendue est répartie aux environs de North Street Loudoun.

## Emplacement
La propriété du 419 Loudoun Nord englobe le cœur historique du fort, y compris un bien datant de la construction du fort et une partie de son bastion du Nord-Ouest. Cette zone a été inscrite sur le Registre national des lieux historiques. Cette propriété est maintenant détenue par l'organisme à but non lucratif French and Indian War Foundation.